# 布蘭登鎮區 (明尼蘇達州)
布蘭登鎮區（英語：Brandon Township）是位於美國明尼蘇達州道格拉斯縣的一個行政鎮區。

## 地方資料
布蘭登鎮區的面積為91.94平方千米，當中陸地面積為79.01平方千米，而水域面積為12.93平方千米。根據2020年美國人口普查的數據，當地共有人口763人，而人口密度為每平方千米8.3人。